# Солоу-билдинг
Со́лоу-би́лдинг (англ. Solow Building) — небоскрёб в Мидтауне Манхэттена. Фасад здания выходит на 57-ю и 58-ю улицы.
Главным архитектором выступил Гордон Буншафт из бюро Skidmore, Owings & Merrill. Строительство здания завершено в 1974 году. Стоимость аренды помещений в здании в 2010—2012 годах доходила до $2150 в год за м². Среди арендаторов помещений в основном очень дорогие компании, такие как Natixis, Kohlberg Kravis Roberts, Apollo Global Management, Silver Lake Partners (англ.) и Highland Capital Management (англ.), модный дом Chanel и хедж-фонды.

## Владелец
Здание принадлежит компании Solow Building Company, основанной миллиардером Шелдоном Солоу (1928—2020), и перешедшей после его смерти его сыну — Стефану Соловьеву. В 1960-х годах Солоу скупил 14 объектов около Центрального парка, чтобы возвести здание, которое займет целый квартал.

## Структура здания
Высота небоскрёба составляет 210 метров, в нём насчитывается 50 этажей.
На первом этаже здания находится галерея Шелдона Солоу, в том числе работы Франца Клайн, Матисса и Джакометти и другие художники. Галерея закрыта для свободного доступа публики.
Вогнутый вертикальный наклон фасада похож на другое творение Буншафта — здание WR Grace Building, которое также было построено в 1974 году.

## Критика
Газета The New York Times дала небоскрёбу неоднозначную оценку:

Здание выполнено из превосходных материалов и содержит в себе прекрасные детали, <…> однако своей неуклюжей формой и огромным размером оно грубо навязывается взгляду на одной из самых грациозных улиц Мидтауна Манхэттена.
Оригинальный текст (англ.)It is a building of exquisite materials and beautiful details, <…> yet its awkward shape and immense size intrude harshly onto one of midtown Manhattan's most elegant streets.

В качестве ответа на жалобы, что наклонные отражающие стены здания выявляют непривлекательные стороны соседних исторических зданий, которые ранее были затенены, в 1979 г. была спроектирована большая красная скульптура цифры 9 (номер дома по адресу) перед зданием. Суть скульптуры заключалась в том, чтобы отвлечь глаза прохожих от этих неприглядных стен. Скульптура была спроектирована художником-графиком Иваном Чермаевым. Она выполнена из стали толщиной свыше 1 см и весит около полутора тонн.

## Галерея

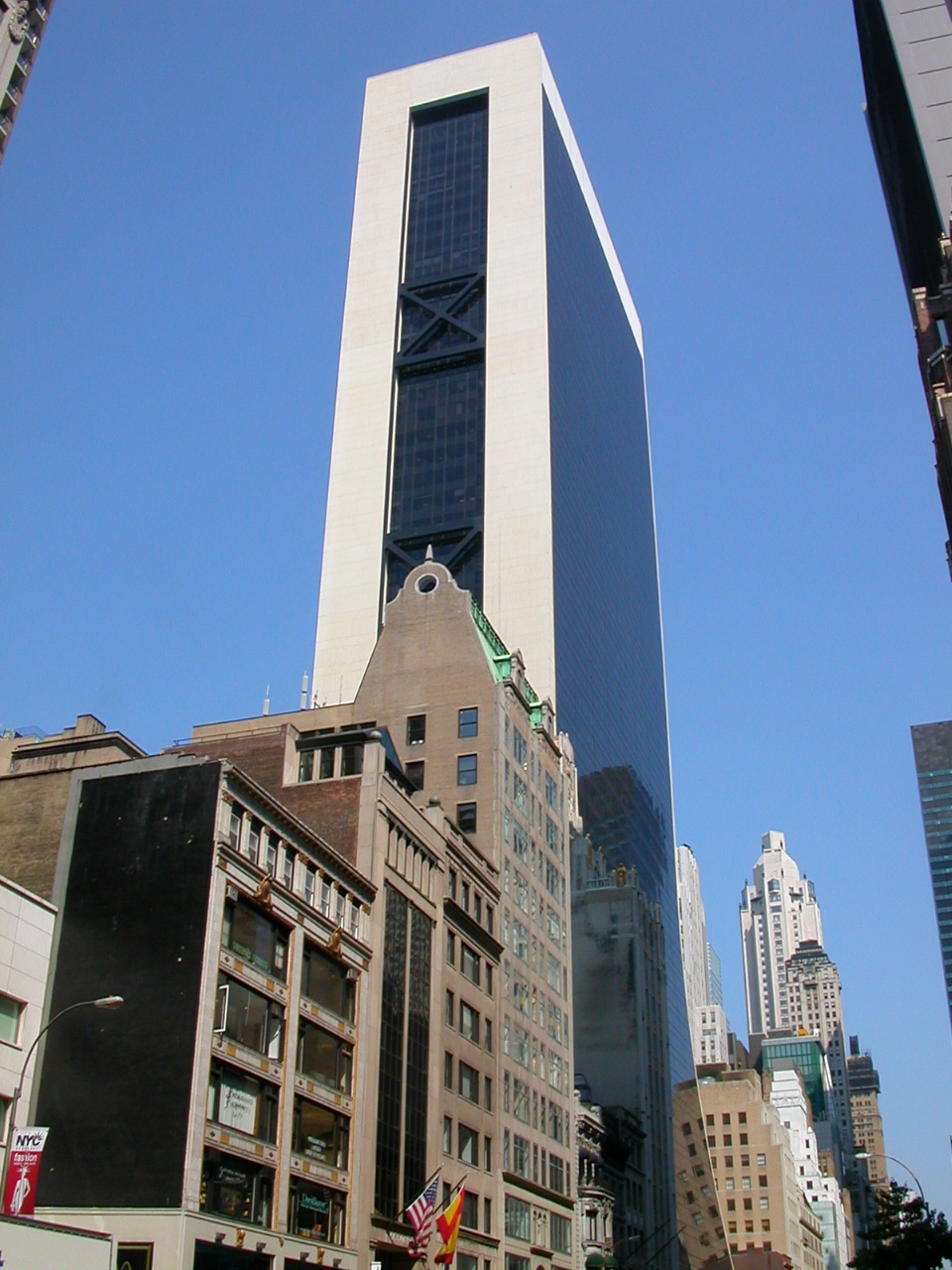
Вид на небоскрёб с улицы
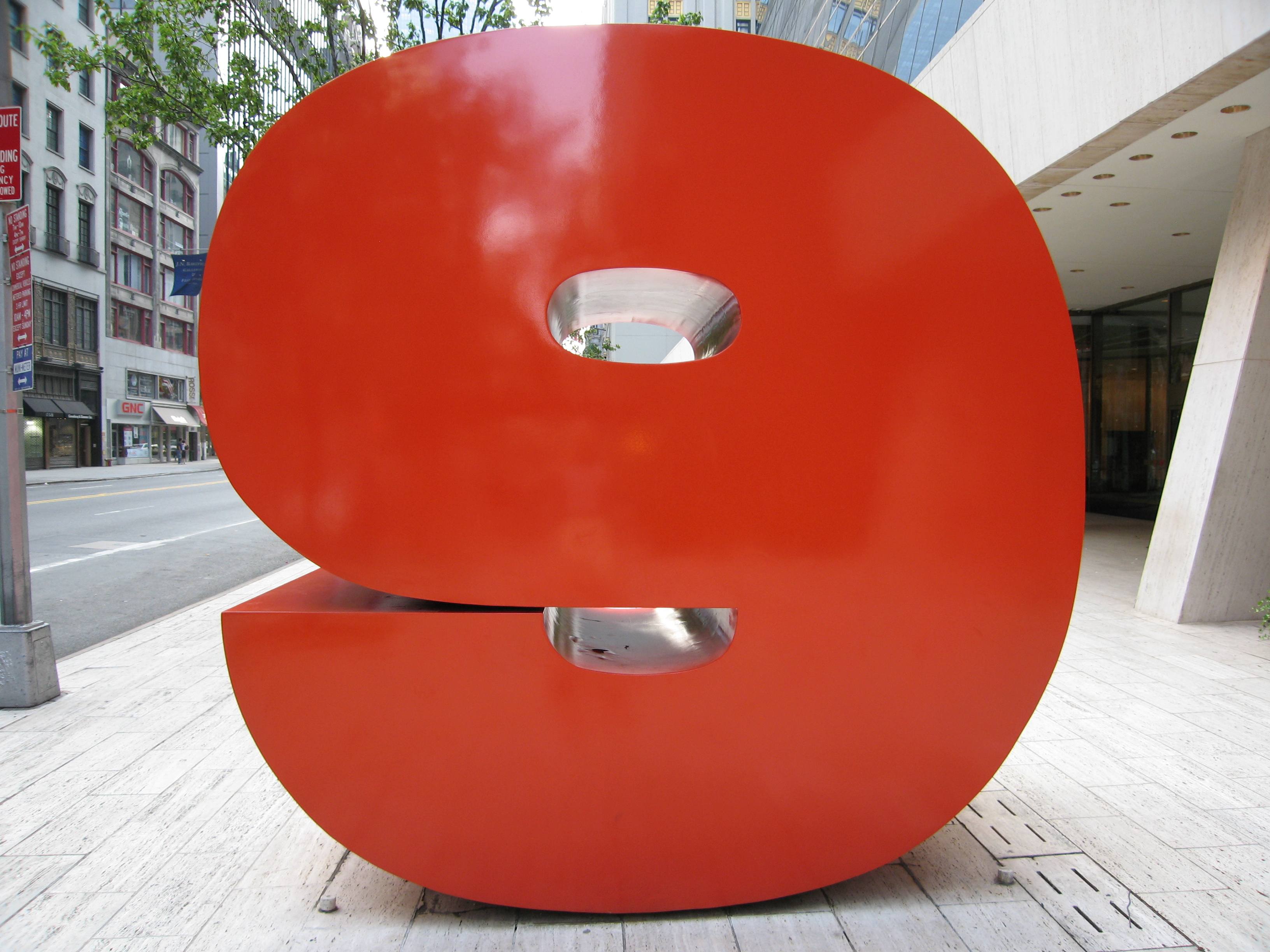
Инсталляция цифры 9 перед фасадом
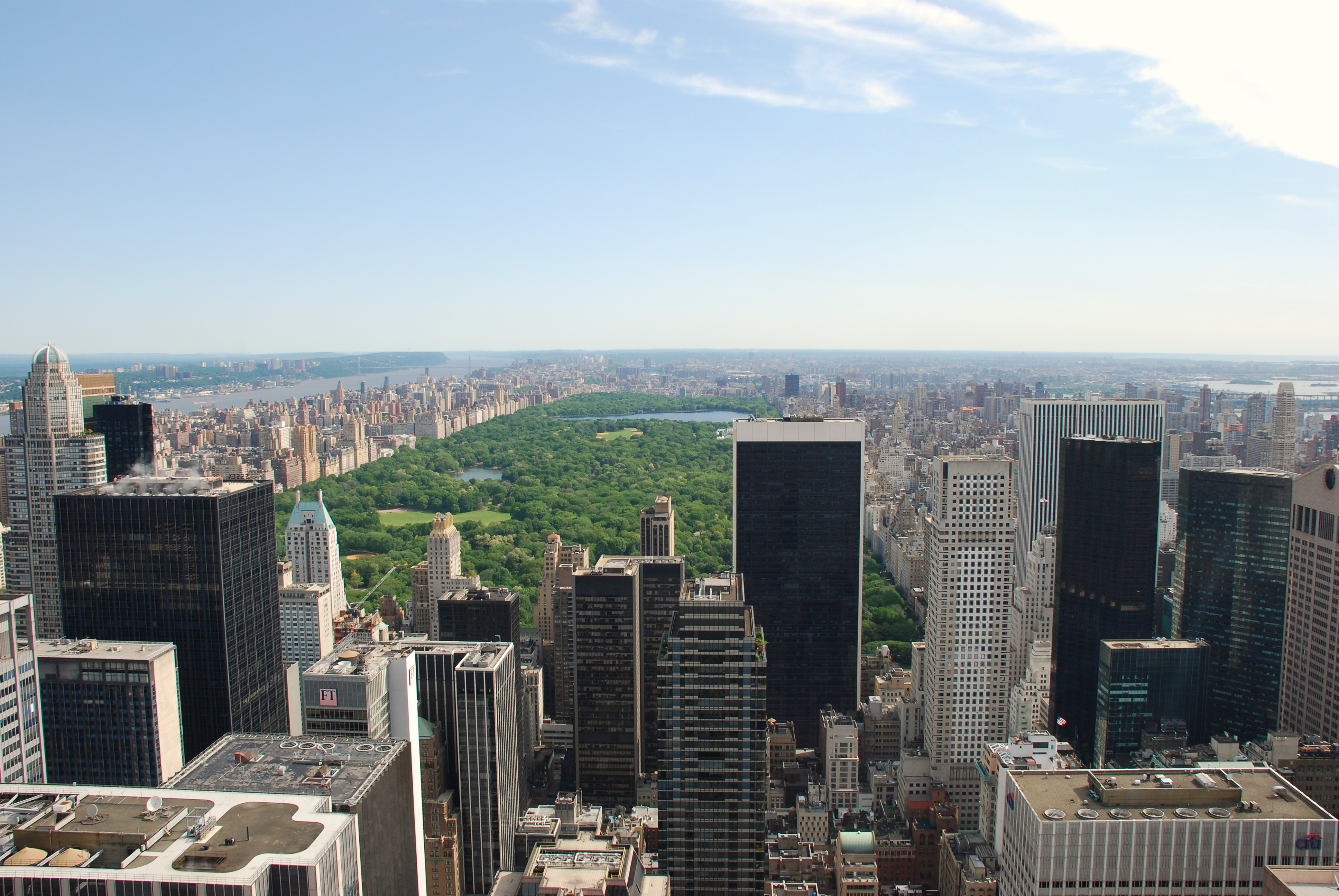
Солоу-билдинг в панораме Мидтауна